# 蛍池ジャンクション
蛍池ジャンクション（ほたるがいけジャンクション）は、大阪府豊中市にある阪神高速道路11号池田線のジャンクション。

## 概要
11号池田線は長らく池田出入口までとなっていたが、1998年（平成10年）4月2日の池田木部までの延伸時に大阪空港出入口の北寄りに分岐が新設された。新設されてから長い間分岐の正式名称がなく、実質的に池田市にある池田出入口のランプウェイとなっていたことから、分岐が豊中市内にあるにもかかわらず池田分岐と呼称されていた。その後、2018年（平成30年）になってジャンクション名を付けることになり、同年6月28日に「蛍池ジャンクション」と命名された。

## 道路
- 阪神高速11号池田線（本線・延伸部）

## 隣
阪神高速11号池田線本線
(11-07,11-08)豊中南出入口 - (11-09)豊中北出入口 - 大阪空港TB - (11-10)大阪空港出入口 - 蛍池JCT - (11-11)池田出入口
阪神高速11号池田線延伸部
蛍池JCT - (11-12)神田出入口 - (11-13)川西小花出入口
池田出入口と延伸部の行き来は不可。